# Guamán Poma

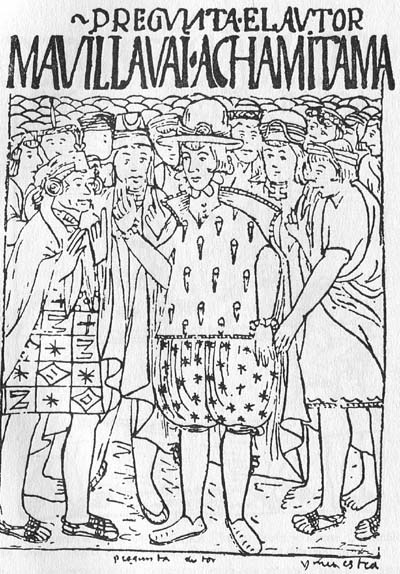
Zelfportret van Guamán Poma

Felipe Huaman Poma de Ayala (1535-1616), ook bekend als Guamán Poma of Wamán Poma, was een Quechua edelman die bekend stond om zijn geschriften waarin hij verslag deed van de slechte behandeling van de inwoners van de Andes door de Spanjaarden.
Guamán Poma werd enkele jaren na de Spaanse invasie van Peru geboren. Hij zag hoe de traditionele leefwijze van de Andesbevolking op grove wijze werd verwoest door Europese veroveraars en missionarissen. Om het leed een halt toe te roepen en de oude waarden in ere te herstellen, schreef hij El primer nueva corónica y buen gobierno (De eerste nieuwe kroniek en goed bestuur), een boek van bijna 1200 pagina's vol illustraties. In dit boek richt hij zich tot de Spaanse koning Filips III.
Guamán Poma was de eerste antikoloniale schrijver van het Andesgebied en tegelijkertijd een van de belangrijkste geschiedschrijvers van zijn tijd. Zijn werk is een van de belangrijkste bronnen voor onze kennis van het Incarijk en het begin van de Spaanse overheersing van Peru.

## Externe bronnen
- Felipe Guáman Poma de Ayala. In Encyclopaedia Britannica
- Kritiek en Compassie: tentoonstelling over Felipe Guaman Poma de Ayala Museum Volkenkunde, Leiden
- El primer nueva corónica y buen gobierno. Facsimile uitgave. Det Kongelige Bibliotek. Kopenhagen